# Desaparecidos durante el franquismo
Los desaparecidos del franquismo, según la Plataforma de Víctimas de Desapariciones Forzadas por el Franquismo, fueron más de 140.000 personas, entre víctimas de la guerra civil española y de la posterior dictadura franquista. Los estudios académicos más recientes estiman en 130.199 las víctimas de la represión franquista durante la guerra y en 49.272 las víctimas de la represión republicana.
De acuerdo con el investigador de Derecho Penal de la Universidad de Castilla-La Mancha Miguel Ángel Rodríguez Arias, España es la única democracia que no ha realizado ninguna investigación sobre el terrorismo de Estado una vez acabada la dictadura.
La ONU ha reclamado repetidamente a España que investigue tanto los crímenes del franquismo como los desaparecidos de la dictadura. Por su parte, la Comisión Permanente de la Asamblea Parlamentaria del Consejo de Europa aprobó por unanimidad una condena del régimen franquista en la que instaba al Gobierno español, entre otras tareas, a crear una comisión de investigación sobre los crímenes de la dictadura.

## Introducción
Cumplidas ya varias décadas desde la ratificación del Convenio Europeo de Derechos Humanos, en 1979, por parte del reino de España, todavía se continúa sin conocer el paradero de varias decenas de miles de víctimas de la guerra civil española y de la posterior dictadura franquista.
Dicho convenio establece, en sus artículos 2 y 13, la obligación de emprender una "investigación oficial efectiva e independiente" en todos los casos de desaparición de los que se tenga noticia. Con al menos 143.353 desaparecidos, —sin contabilizar los niños perdidos ni los desaparecidos en combate—. Sólo en Andalucía, con 54.000 desaparecidos en fosas comunes, existen más desaparecidos que sumando los crímenes de desaparición forzada de personas perpetrados en Chile, Argentina, Perú y Guatemala. Antes de dicha investigación judicial emprendida por Baltasar Garzón desde la Audiencia Nacional, y en ausencia de investigación previa por parte del Estado, se estimaba erróneamente que las cifras de desaparecidos del franquismo no superaban las 30.000 víctimas, cifras que desde tesis revisionistas y negacionistas se trataba de disminuir o incluso negar.

## Contexto histórico

Bandera de España durante la Dictadura de Francisco Franco.

La rebelión militar llevada a cabo del 17 al 18 de julio de 1936 contra el gobierno de la Segunda República dio inicio a la que se llamó guerra civil española, que se daría por oficialmente concluida el primero de abril de 1939. Durante dicha guerra civil, y la posterior dictadura instaurada por los vencedores de la misma, Franco y sus generales llevarían a cabo una persecución sistemática de los defensores de la República española que incluiría, entre otras formas de represión susceptibles de ser calificadas como crímenes contra la humanidad, distintas formas de desaparición de personas.
Tras el restablecimiento democrático en España y la reinstauración de la monarquía en su forma de monarquía parlamentaria la mayoría de tales desaparecidos de la dictadura continúan siéndolo.

## Tipología de los desaparecidos

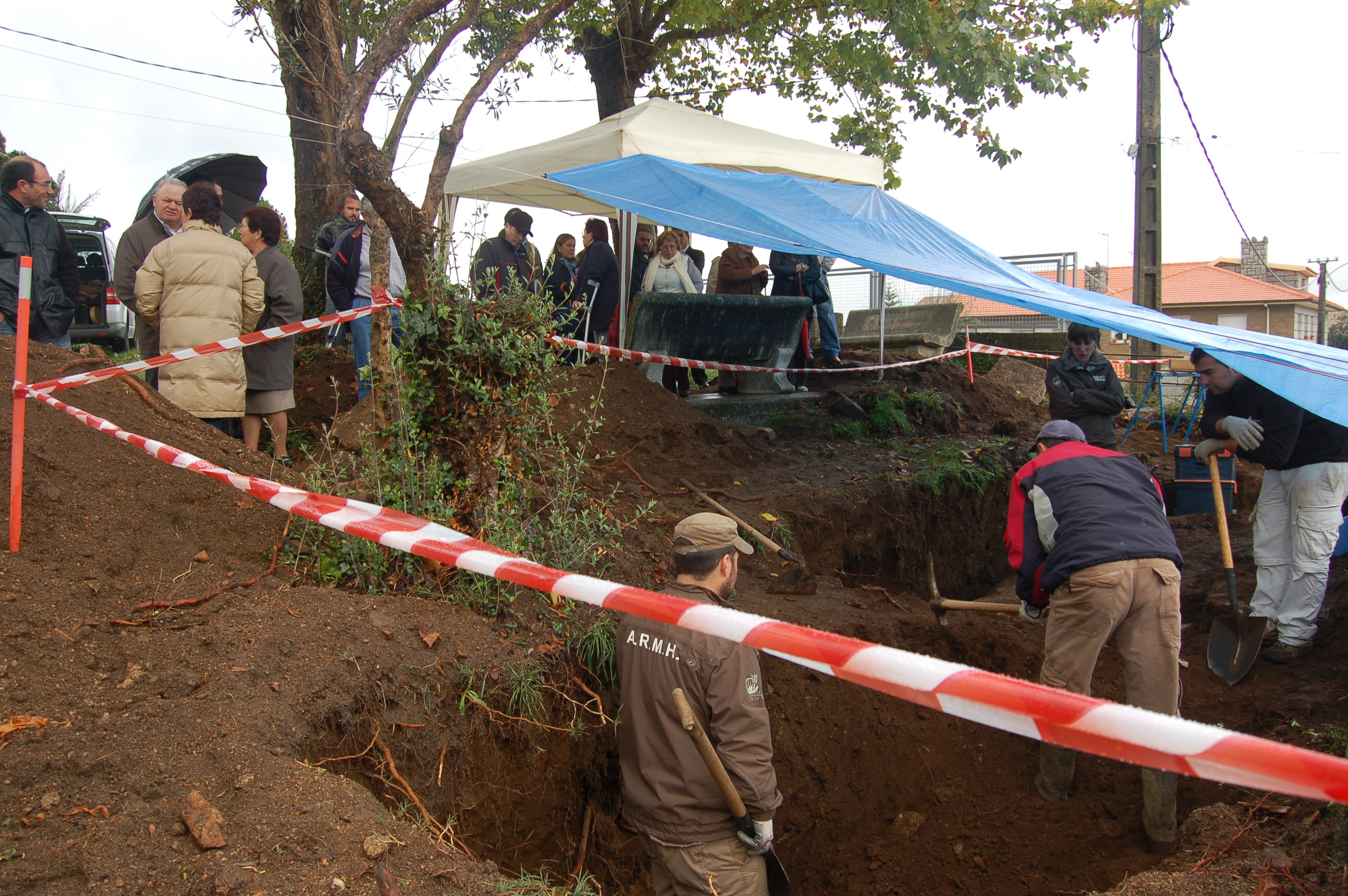
Excavación de fosas en Barro, Galicia.

Se distinguen al menos tres concretas tipologías de situaciones de desaparición asociadas al franquismo y al posterior incumplimiento sostenido de la legislación internacional en España: dos de ellas en el ámbito del crimen de desaparición forzada pero una tercera, habitualmente olvidada al abordar el tema de los desaparecidos, situada ya en el ámbito de la Convención de Ginebra: las dos primeras son la desaparición forzada seguida de ejecución extrajudicial (caso de las fosas de Franco
) y la desaparición forzada infantil seguida de robo de identidad (caso de los niños perdidos del franquismo,) —esta última considerada por el derecho internacional como una modalidad agravada de la primera y contraria a los deberes de humanidad más elementales desde su formulación en la conocida como Cláusula Martens de la Convención de La Haya de 1899, suscrita por España en 1900, en cuanto a las formas de desaparición forzada. La situación de desaparición derivada del incumplimiento de las obligaciones del derecho de Ginebra respecto al deber de identificar y tratar con decoro de los restos mortales de los desaparecidos en combate, informando así mismo a las respectivas familias.  
La primera, anterior incluso a la experiencia de las desapariciones forzadas del nazismo en el este de Europa ex Decreto noche y niebla de 1941, ha de ser entendida por tanto en el contexto de las técnicas de terror previamente empleadas -y aprendidas- por el ejército español en las guerras coloniales de África, y deja en entredicho el origen último del crimen de desaparición forzada habitualmente referido al aludido Decreto nazi. Dentro de esta primera tipología cabe incluir casos como los de Federico García Lorca, si bien la gran mayoría de los mismos continúan siendo desconocidos.
La segunda tipología de desaparición forzada, el conocido como caso de los niños perdidos del franquismo sí resulta más netamente referenciable al contexto europeo eugnésico-racial de la Alemania nazi, si bien cabe destacar como en otros contextos continentales existen también referencias de desaparición forzada infantil, como es muy particularmente el caso de las generaciones robadas, o robo de niños aborígenes: el caso de los niños perdidos de Australia.
En ambos sentidos, la desaparición forzada de personas sistemáticamente practicada desde el Estado como lo fue en el caso español constituye un crimen contra la humanidad de carácter ofensivo hacia diversos derechos fundamentales de los desaparecidos pero también de sus familiares. De hecho la violación de los derechos humanos de los familiares de los desaparecidos continúa siendo uno de los aspectos menos conocidos y estudiados en términos jurídicos y sociales.
La tercera tipología, resulta especialmente presente en relación con los escenarios de las grandes batallas, como fueron la Batalla del Ebro y otras, donde los restos mortales de los defensores de la República en ocasiones ni siquiera están sepultos en fosas clandestinas sino incluso diseminados por el terreno y visibles a simple vista.

## Adicional violación de los derechos humanos de los familiares de los desaparecidos
Además, la prolongación indefinida de la situación de desaparición en ausencia del cumplimiento de los deberes restitutivos del Estado, implica una paralela violación de los derechos humanos de los propios familiares de los desaparecidos igualmente victimizados por la desaparición y a la espera de su desenlace entre el sufrimiento y la incertidumbre, siendo uno de los aspectos menos conocidos y estudiados en términos jurídicos y sociales, con la excepción de un puñado de casos como el de las fosas de Srebrenica, donde se ha llegado a hablar del padecimiento de un síndrome postraumático denominado "síndrome de Srebrenica" respecto a estos últimos.

## Cifras de desaparecidos del franquismo
Según reseña el diario La Nueva España, los datos aportados en el auto de la Audiencia Nacional de 16 de octubre de 2008, referidos a desaparecidos en fosas comunes son los siguientes:
| Comunidad autónoma               | Desaparecidos | Provincia                | Desaparecidos |
| -------------------------------- | ------------- | ------------------------ | ------------- |
| Andalucía                        | 32.289        | Almería                  | 373           |
| Andalucía                        | 32.289        | Cádiz                    | 1.665         |
| Andalucía                        | 32.289        | Córdoba                  | 7.091         |
| Andalucía                        | 32.289        | Granada                  | 5.048         |
| Andalucía                        | 32.289        | Huelva                   | 3.805         |
| Andalucía                        | 32.289        | Jaén                     | 3.253         |
| Andalucía                        | 32.289        | Málaga                   | 7.797         |
| Andalucía                        | 32.289        | Sevilla                  | 3.257         |
| Aragón                           | 10.178        | Huesca                   | 2.061         |
| Aragón                           | 10.178        | Teruel                   | 1.338         |
| Aragón                           | 10.178        | Zaragoza                 | 6.779         |
| Asturias                         | 1.246         | Gijón                    | 1.246         |
| Islas Baleares                   | 1.777         | Mallorca                 | 1.486         |
| Islas Baleares                   | 1.777         | Menorca                  | 106           |
| Islas Baleares                   | 1.777         | Ibiza y Formentera       | 185           |
| Canarias                         | 262           | Gran Canaria             | 200           |
| Canarias                         | 262           | Tenerife                 | 62            |
| Cantabria                        | 850           |                          |               |
| Castilla-La Mancha               | 7.067         | Albacete                 | 1.026         |
| Castilla-La Mancha               | 7.067         | Ciudad Real              | 1.694         |
| Castilla-La Mancha               | 7.067         | Cuenca                   | 377           |
| Castilla-La Mancha               | 7.067         | Toledo                   | 3.970         |
| Castilla y León                  | 12.979        | Ávila                    | 650           |
| Castilla y León                  | 12.979        | Burgos                   | 4.800         |
| Castilla y León                  | 12.979        | León                     | 1.250         |
| Castilla y León                  | 12.979        | Palencia                 | 1.180         |
| Castilla y León                  | 12.979        | Salamanca                | 650           |
| Castilla y León                  | 12.979        | Segovia                  | 370           |
| Castilla y León                  | 12.979        | Soria                    | 287           |
| Castilla y León                  | 12.979        | Valladolid               | 2.555         |
| Castilla y León                  | 12.979        | Zamora                   | 1.237         |
| Cataluña                         | 2.400         |                          |               |
| C. Valenciana                    | 4.345         | Alicante                 | 742           |
| C. Valenciana                    | 4.345         | Castellón                | 1.303         |
| C. Valenciana                    | 4.345         | Valencia                 | 2.300         |
| Extremadura                      | 10.266        |                          |               |
| Galicia                          | 4.396         |                          |               |
| La Rioja                         | 2007          |                          |               |
| Madrid                           | 2.995         |                          |               |
| Murcia                           | 855           |                          |               |
| Navarra                          | 3.431         |                          |               |
| País Vasco                       | 9.459         | Álava                    | 100           |
| País Vasco                       | 9.459         | Guipúzcoa                | 340           |
| País Vasco                       | 9.459         | Vizcaya                  | 369           |
| País Vasco                       | 9.459         | Datos del Gobierno Vasco | 8.650         |
| Ceuta, Melilla y Norte de África | 464           |                          |               |
| Otros territorios                | 7.000         |                          |               |

Total 114.266. Cifras que serían corregidas y ampliadas hasta las 143.353 en el curso de las actuaciones.